# Lindon Selahi
Lindon Selahi (ur. 26 lutego 1999 w Namur) – albański piłkarz występujący na pozycji pomocnika w polskim klubie Widzew Łódź.

## Kariera klubowa

### Początki
Zaczynał karierę w UR Namur. Następnie przeszedł do Standardu Liége, gdzie grał do 2014 roku. Następnie, przez dwa lata grał w RSC Anderlecht. W 2016 roku wrócił do Standardu.

### Standard Liége
W seniorskim zespole klubu z Liége Selahi zadebiutował 10 maja 2018 w meczu przeciwko RSC Anderlecht (1:3 dla Standardu). Reprezentant Albanii grał przez całą pierwszą połowę. To był jego jedyny występ w tym klubie.

### FC Twente
1 lipca 2019 trafił do FC Twente. W holenderskim klubie zadebiutował 3 sierpnia 2019 w meczu przeciwko PSV Eindhoven (1:1). Selahi na boisku spędził 66 minut. Pierwszego gola strzelił 25 października w meczu przeciwko FC Emmen (4:1 dla Twente). Do siatki trafił w 42. minucie. Pierwszą asystę zaliczył 1 grudnia 2019 w meczu przeciwko Ajaxowi Amsterdam (2:5 dla Ajaxu). Asystował przy golu, który strzelił Aitor Cantalapiedra w 19. minucie. Łącznie zagrał 30 meczów, strzelił 2 gole i zaliczył asystę.

### Willem II Tilburg
15 stycznia 2021 został wypożyczony do Willem II Tilburg. W tym klubie zadebiutował 2 dni później w meczu przeciwko RKC Waalwijk (1:1). Selahi wszedł na boisko w 70. minucie, zastąpił Derricka Köhna. Łącznie zagrał 16 spotkań.

### HNK Rijeka
29 lipca 2021 Selahi został zawodnikiem HNK Rijeka. W chorwackim klubie zadebiutował 1 sierpnia 2021 w spotkaniu przeciwko Dinamowi Zagrzeb (3:3). Na boisko wszedł w 79. minucie, zastąpił Adriana Libera. Pierwszą bramkę strzelił 26 września 2021 w meczu przeciwko HNK Gorica (3:4 dla Rijeki). Do siatki trafił w 46. minucie. Łącznie do 14 lipca 2022 zagrał 30 meczów i strzelił 2 gole.

### Widzew Łódź
1 lipca 2025 Selahi został zawodnikiem Widzewa Łódź, podpisując z tym klubem trzyletni kontrakt.

## Kariera reprezentacyjna
Zagrał dwa mecze w reprezentacji Belgii U-16.
Zagrał 6 spotkań w reprezentacji Albanii U-21.
W seniorskiej reprezentacji Albanii zadebiutował 14 października 2019 w meczu przeciwko Mołdawii (0:4 dla Albanii). Wszedł na ostatnią minutę spotkania.

## Sukcesy
HNK Rijeka
- mistrzostwo Chorwacji: 2024/25
- Puchar Chorwacji: 2024/25